# Konrad Haller
Konrad Haller (* 1486; † 12. Oktober 1525) war von 1523 bis 1525 Bibliothekar des Klosters St. Gallen.  
Konrad Haller stammte aus Wil. Seine Profess legte er 1509 ab. Am 7. April 1523 ernannte ihn Abt Franz von Gaisberg zum Custos. In dieser Funktion war er auch für die Klosterbibliothek zuständig. Er trat als Verfasser mehrerer Schriften in Erscheinung, darunter ein Missale, das Officia propria S. Galli, eine Vita des Notker Balbulus, deutsche Predigten über Bonaventuras Werk Lignum Vitae (Baum des Lebens) sowie geistliche Betrachtungen und Andachtsbücher.